# Vila Belmira

Vila Belmira é um bairro de zona rural do município de Itapevi, no estado de São Paulo, localizado a sudoeste de seu núcluo urbano.
O Código de Endereçamento Postal do bairro começa com 06675.
Por ser um bairro de zona rural, as residências predominantes são sítios e chácaras com grandes pastos para a criação de gado, vegetação rica e vias sem pavimentação.
Além de uma rica vegetação, o bairro possui também nascentes naturais e possui Mata Atlântica preservada em grande parte do seu território.

## Vegetação
A vegetação de Vila Belmira é bastante rica e conta em sua maior parte com Mata Atlântica nativa e fragmentos da Floresta de Araucárias, apesar desses dois biomas estarem cada vez mais diminuindo na região devido ao avanço da urbanização. O bairro conta também com nascentes naturais em meio à Mata Atlântica.

## Cultura
Apesar de o bairro pertencer ao município de Itapevi na Região Metropolitana de São Paulo, ele possui fragmentos da cultura caipira fazendo assim com que o bairro possua uma cultura independente.

## Acesso
O bairro atualmente fica localizado na zona rural da cidade de Itapevi e faz limite com os bairros Granja Carolina e Chácaras Monte Serrat e o condomínio Vila Verde.
A empresa de ônibus urbanos de Itapevi, Benfica BBTT, faz 6 viagens de ida e volta durante os dias úteis e 3 viagens de ida e volta nos sábados e domingos com ônibus saindo do terminal municipal em direção ao bairro.